# Spinalonga

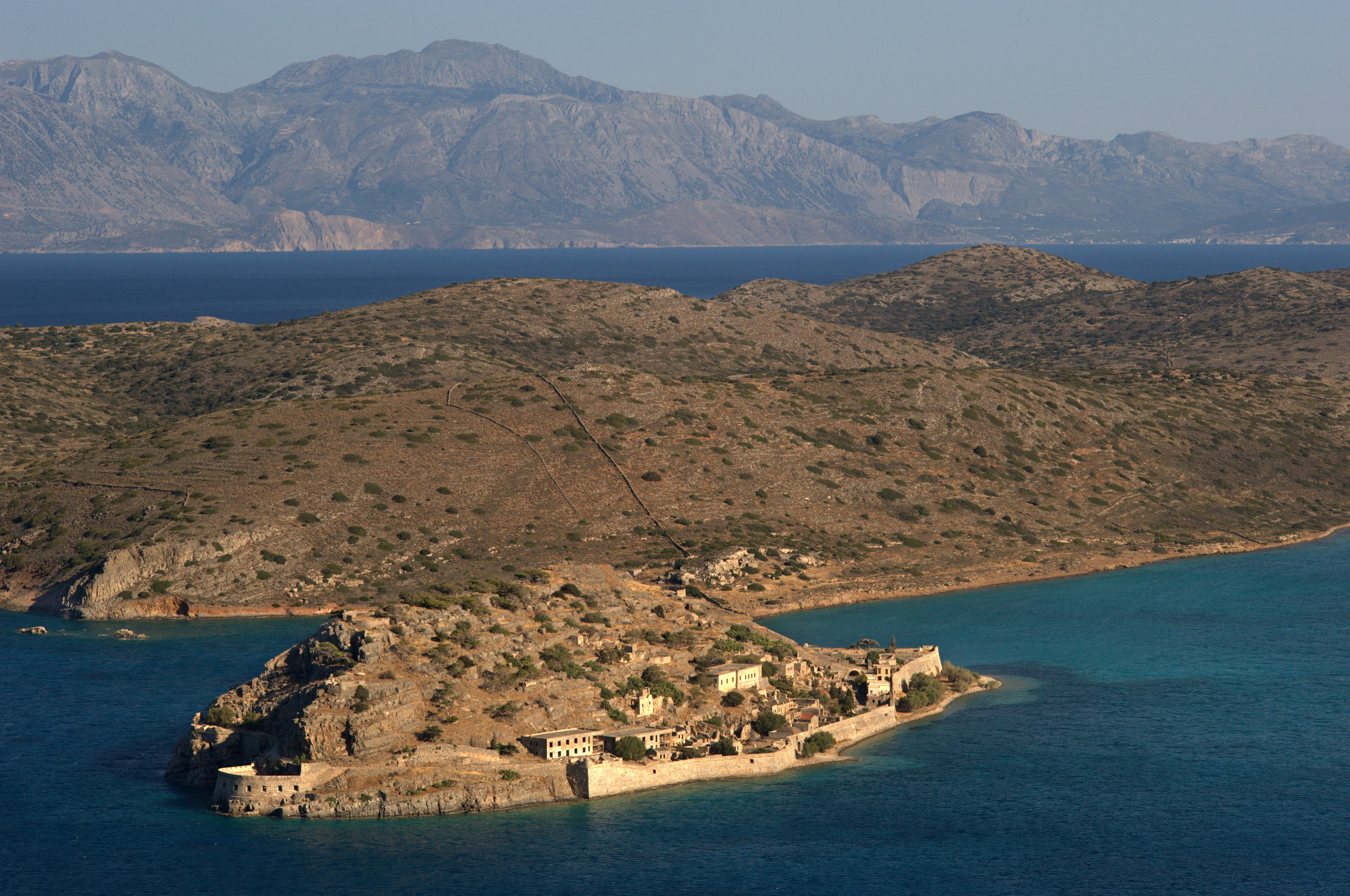
Het eiland Spinalonga vanuit de lucht. Het eiland ligt voor de kust van het veel grotere Griekse eiland Kreta.

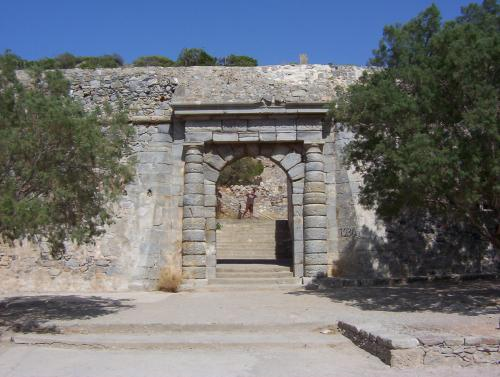
Entreepoort Spinalonga

Spinalonga (Grieks: Σπιναλόγκα) is een eiland voor de kust van Kreta, nabij Elounda en Agios Nikolaos. Het eilandje Kalidonia, waarop een Venetiaans fort staat, maakt deel uit van Spinalonga. Het fort, waarin een leprozerie was gevestigd, is een belangrijke toeristische trekpleister op Kreta. Kalidonia ligt op de meest noordelijke punt van Spinalonga, enkele tientallen meters gescheiden van het schiereiland.
Spinalonga is niet altijd een eiland geweest. Archeologen hebben op de ondiepe zeebodem tussen Elounda en Spinalonga restanten gevonden van de oude Griekse stad Olous.